# Anouk Koevermans
| jaar | rang enkelspel | rang dubbelspel |
| ---- | -------------- | --------------- |
| 2019 | –              | 1412            |
| 2020 | 1318           | 1425            |
| 2021 | 1100           | 1415            |
| 2022 | 720            | 938             |
| 2023 | 457            | 906             |
| 2024 | 191            | 920             |

Anouk Koevermans (Berkel en Rodenrijs, 2 januari 2004) is een Nederlands tennisspeelster. Koevermans begon met tennis toen zij vijf jaar oud was bij ATV Berkenrode. Haar favoriete ondergrond is gravel. Zij speelt rechtshandig en heeft een tweehandige backhand. Zij is actief in het internationale tennis sinds 2018. Koevermans is de dochter van voormalig tennisser en Feyenoord-directeur Mark Koevermans.

## Loopbaan

### Enkelspel
Koevermans debuteerde in 2019 op het ITF-toernooi van Alkmaar. In 2022 bereikte zij voor het eerst de finale op het ITF-toernooi van Haren. Deze verloor zij van de Duitse Sina Hermann. In 2023 bereikte zij eveneens de finale op de ITF-toernooien van Kuršumlijska Banja en Oldenzaal, die zij verloor van respectievelijk Michaela Laki en Brenda Fruhvirtová. In het Sloveense Otočec veroverde Koevermans haar eerste ITF-titel door de Andorraanse Victoria Jiménez Kasintseva in drie sets te verslaan. Twee maanden later won Koevermans het ITF-toernooi in het Italiaanse Cordenons door Lucija Ćirić Bagarić in twee sets te verslaan.
In juni 2023 debuteerde Koevermans op een WTA-hoofdtoernooi, door een wildcard te krijgen voor het toernooi van Rosmalen – zij verloor in de eerste ronde van de Australische Priscilla Hon. Zij stond in 2025 voor het eerst in een WTA-finale, op het WTA 125-toernooi van Palermo – zij verloor van de Britse Francesca Jones.
Haar hoogste notering op de WTA-ranglijst is de 172e plaats, die zij bereikte in juli 2025.

### Dubbelspel
Koevermans ontving in juli 2021 samen met haar partner Bente Spee een wildcard voor het ITF-toernooi van Amstelveen, waar zij in de eerste ronde verloren van Lexie Stevens en Wang Xiyu in twee sets. In november 2021 bereikte Koevermans samen met Stevens de finale van het ITF-toernooi van Monastir, die zij in twee sets verloren van Gergana Topalova en Eliessa Vanlangendonck. In 2023 bereikte Koevermans samen met Marente Sijbesma nogmaals de finale in het Tunesische Monastir, waarin het Italiaanse duo Angelica Raggi en Jennifer Ruggeri in twee sets werd verslagen. Daarmee wist Koevermans haar eerste dubbelspeltitel in de wacht te slepen.
Haar hoogste notering op de WTA-ranglijst is de 737e plaats, die zij bereikte in april 2024.

### Tennis in teamverband
In 2024 maakte Koevermans deel uit van het Nederlandse Fed Cup-team – zij vergaarde daar een winst/verlies-balans van 2–2.

## Palmares
| Legenda                 |
| ----------------------- |
| Grandslamtoernooi       |
| Olympische Spelen       |
| Year-End Championships  |
| Premier Mandatory       |
| Premier Five / WTA 1000 |
| Premier / WTA 500       |
| International / WTA 250 |
| Challenger / WTA 125    |

### WTA-finaleplaatsen enkelspel
| nr.              | finale     | toernooi    | ondergrond | tegenstandster  | score    |         |
| ---------------- | ---------- | ----------- | ---------- | --------------- | -------- | ------- |
| gewonnen finales |            |             |            |                 |          |         |
| geen             |            |             |            |                 |          |         |
| verloren finales |            |             |            |                 |          |         |
| 1.               | 2025-07-27 | WTA Palermo | gravel     | Francesca Jones | 3-6, 2-6 | details |

### WTA-finaleplaatsen vrouwendubbelspel
geen

### Gewonnen ITF-toernooien enkelspel
| nr. | finale     | toernooi  | dotatie  | ondergrond | tegenstandster in finale    | score         |
| --- | ---------- | --------- | -------- | ---------- | --------------------------- | ------------- |
| 1.  | 2024-05-26 | Otočec    | $ 15.000 | gravel     | Victoria Jiménez Kasintseva | 1-6, 6-4, 7-5 |
| 2.  | 2024-08-03 | Cordenons | $ 15.000 | gravel     | Lucija Ćirić Bagarić        | 7-6, 6-2      |